# Караелга (приток Большого Авзяна)
Караелга — река в России, протекает в Белорецком районе Башкортостана. Длина реки составляет 10 км.
Начинается к югу от урочища Сараньелань. Течёт в южном направлении по сосново-берёзовому лесу, перемежаемому участками лугов. Устье реки находится в 40 км по правому берегу реки Большой Авзян в урочище Хажитугай на высоте 514 метров над уровнем моря.
Основные притоки — Хлебный Ключ (пр), Яртыкай (пр), Батыкурага (лв) и Атыккараелга (лв).

## Данные водного реестра
По данным государственного водного реестра России относится к Камскому бассейновому округу, водохозяйственный участок реки — Белая от водомерного поста Арский Камень до Юмагузинского гидроузла, речной подбассейн реки — Белая. Речной бассейн реки — Кама.
Код объекта в государственном водном реестре — 10010200212111100017218.